# Kunga Palden
Kunga Palden foi um Desi Druk do Reino do Butão (reinou em Punakha) entre 1852 e 1856. Foi antecedido no trono por Damcho Lhundrup, tendo-lhe seguido Sherab Tharchin.